# Roland Benz (Fußballspieler)
Roland Benz (* 14. Januar 1940) ist ein ehemaliger deutscher Fußballspieler. 

## Karriere
Roland Benz schaffte den Sprung aus der Jugend der Stuttgarter Kickers in den Kader der ersten Mannschaft. Im Jahre 1959 schaffte er mit der Mannschaft den Aufstieg in die höchste Spielklasse, die Oberliga Süd. 1962 verließ der Rechtsaußen die Kickers und war in den Vereinigten Staaten für den DSC Brooklyn aktiv, allerdings kehrte er später wieder nach Deutschland zurück.